# Sainte-Julie (Québec)
Sainte-Julie ist eine Stadt im Südwesten der kanadischen Provinz Québec. Sie liegt in der Verwaltungsregion Montérégie, knapp 20 km nordöstlich von Montreal. Sainte-Julie gehört zur regionalen Grafschaftsgemeinde (municipalité régionale du comté) Marguerite-D’Youville, hat eine Fläche von 48,53 km² und zählt 29.881 Einwohner (Stand: 2016).

## Geographie
Sainte-Julie liegt in der Region Rive-Sud in der Montérégie-Ebene, etwa auf halbem Weg zwischen dem Sankt-Lorenz-Strom und dem Rivière Richelieu. Die Stadt umfasst die Kernsiedlung und etwas südöstlich davon die Siedlung Domaine-des-Hauts-Bois. Letztere befindet sich unterhalb der steil aufragenden Nordflanke des 218 Meter hohen Mont Saint-Bruno, einem der Montérégie-Hügel. Nachbargemeinden sind Saint-Amable im Norden, Saint-Mathieu-de-Belœil im Osten, Saint-Basile-le-Grand im Südosten, Saint-Bruno-de-Montarville im Süden, Boucherville im Südwesten und Varennes im Nordwesten.

## Geschichte
Das heutige Stadtgebiet wurde gegen Ende des 18. Jahrhunderts durch Landwirte besiedelt. Es war ursprünglich Teil der Seigneurie Belœil und der Pfarrei Sainte-Anne-de-Varennes. 1850 erfolgte die Gründung der Pfarrei Sainte-Julie. Der Name erinnert einerseits an die Märtyrerin Julia von Korsika, andererseits an Julie Gauthier, die ein Grundstück für den Bau der ersten Kirche zur Verfügung stellte. Ein Jahr später wurde auch die Zivilgemeinde gegründet. Der Autobahnbau in den 1960er Jahren (verbunden mit der Nähe zu Montreal) führte zu einem weit überdurchschnittlichen Bevölkerungswachstum: Zwischen 1961 und 2001 stieg die Einwohnerzahl um mehr als das Zwanzigfache an. Im Jahr 1971 erhielt die Gemeinde den Stadtstatus. Die Stadt ist seit 2000 Mitglied des Zweckverbandes Communauté métropolitaine de Montréal.

## Bevölkerung
Gemäß der Volkszählung 2011 zählte Sainte-Julie 30.104 Einwohner, was einer Bevölkerungsdichte von 607,8 Einw./km² entspricht. 95,2 % der Bevölkerung gaben Französisch als Hauptsprache an, der Anteil des Englischen betrug 1,6 %. Als zweisprachig (Französisch und Englisch) bezeichneten sich 0,6 %, auf andere Sprachen und Mehrfachantworten entfielen 2,6 %. Ausschließlich Französisch sprachen 54,3 %. Im Jahr 2001 waren 93,5 % der Bevölkerung römisch-katholisch, 1,6 % protestantisch und 3,9 % konfessionslos.

## Verkehr und Wirtschaft
Am westlichen Stadtrand kreuzen sich zwei Autobahnen, die Autoroute 20 von Montreal in Richtung Lévis sowie die Autoroute 30, die den Montrealer Ballungsraum umfährt und nach Sorel-Tracy führt. Die Stadtwerke betreiben mehrere Buslinien, darunter Expresslinien nach Longueuil und Montreal.
An der westlichen Stadtgrenze befindet sich die Poste de Boucherville, eines der größten Umspannwerke des staatlichen Energieversorgers Hydro-Québec. Das Unternehmen betreibt in Sainte-Julie auch das Électrium, ein Interpretive centre zum Thema Elektrizität.